# Krzysztof J. Jankowski
Krzysztof Józef Jankowski – polski agronom, profesor nauk rolniczych.

## Życiorys
W 1993 ukończył studia rolnicze w Akademii Rolniczo-Technicznej im. Michała Oczapowskiego w Olsztynie, w 1997 obronił pracę doktorską pt. Plonochronna efektywność zwalczania szkodników rzepaku ozimego w warunkach zróżnicowanego poziomu nawożenia azotem, której promotorem był prof. Wojciech Budzyński, w 2008 habilitował się na podstawie pracy zatytułowanej Siedliskowe i agrotechniczno-ekonomiczne uwarunkowania produkcji nasion rzepaku ozimego na cele spożywcze i energetyczne. W 2018 uzyskał tytuł profesora nauk rolniczych.
Pracuje na Uniwersytecie Warmińsko-Mazurskim w Olsztynie, oraz jest członkiem Zespołu IV Nauk Rolniczych Rady Doskonałości Naukowej.